# Capicorb
Capicorb (forma oficial), escrit de vegades Cap i Corb, Capicorp o Cap i Corp, és un nucli poblacional que pertany al municipi d'Alcalà de Xivert, i està enclavat al sud del terme municipal, des del barranc d'Estopet fins al terme de Torreblanca, en la plana d'Orpesa-Torreblanca.
Capicorb és una entitat de població amb personalitat pròpia, figura al Nomenclàtor amb aquesta denominació i en 1970 tenia 142 habitants. A vegades ha tingut Alcalde pedani.
Les platges de Capicorb són: Manyetes o Tropicana, d'arena, i Serradal i Capicorb, de còdols. A aquesta costa desemboquen el barranc d'Estopet, al nord, i el riu Coves o Sant Miquel, al sud.
L'escola pública, construïda en la segona república, i utilitzada en l'actualitat per l'Associació de veïns i per a diversos actes festius, i un edifici religiós del segle xviii, l'Ermita de Sant Antoni, li han atorgat cohesió al conjunt. Altres edificis públics són: El magatzem de la sal, del segle xviii, avui convertit en discoteca; La caserna de protecció de la costa, avui desapareguda per l'avanç de la mar, i una antiga fortificació de guaita i defensa litoral del segle xv, la torre de Capicorb, reutilitzada com habitatge particular.
- Ermita de Sant Antoni
- Platja de Manyetes
- Platja del Serradal
- Platja de Capicorb

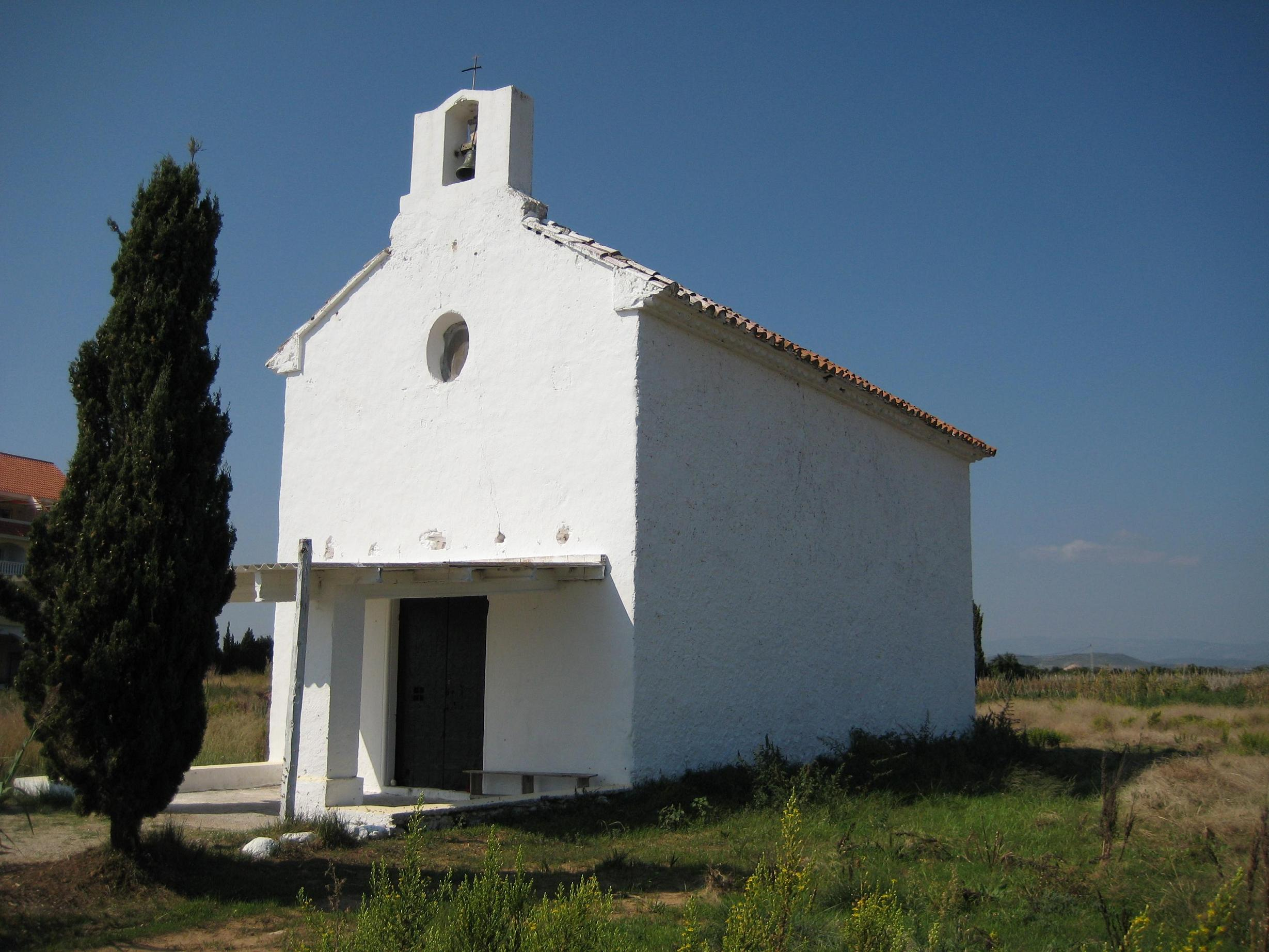
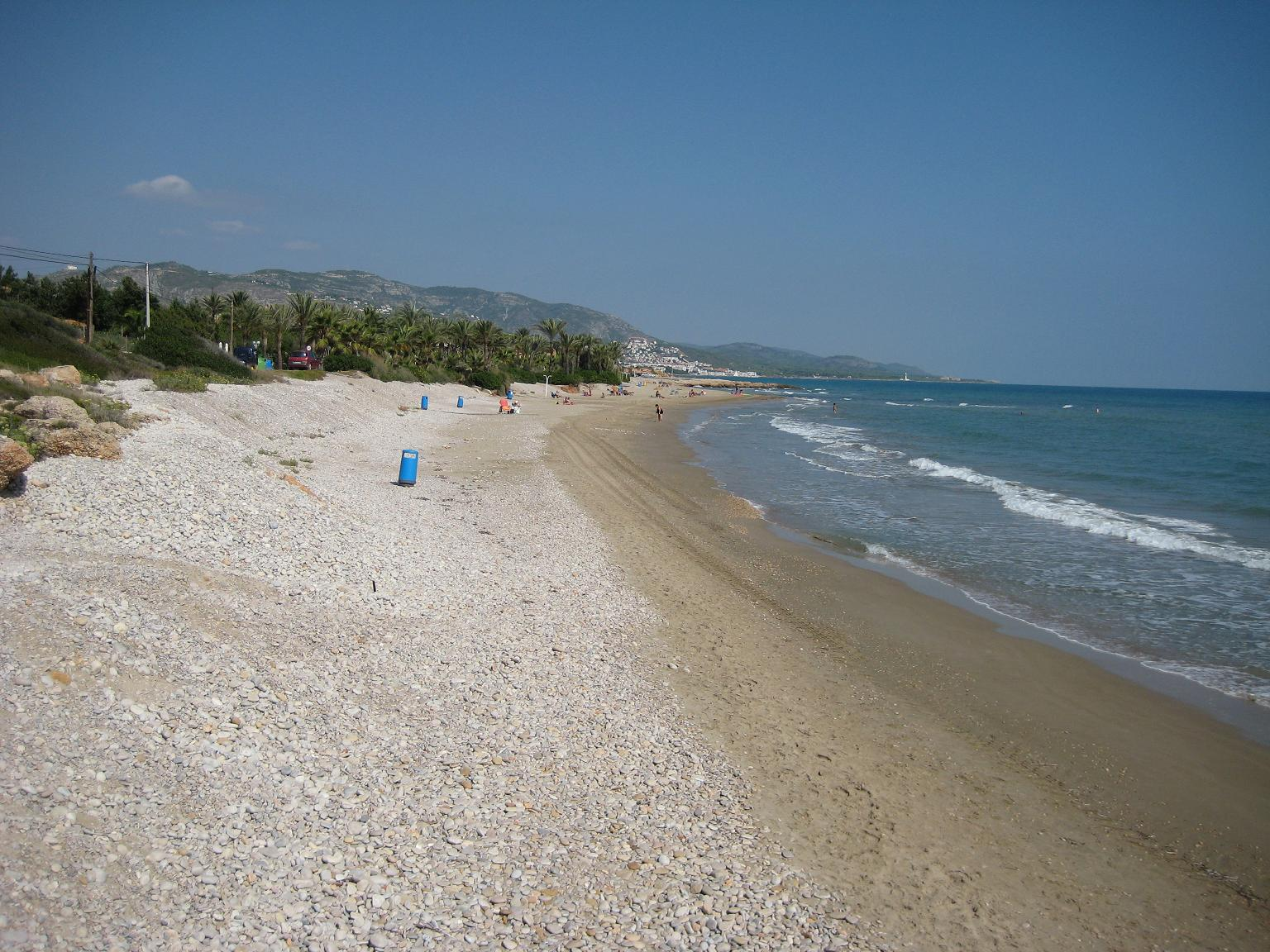
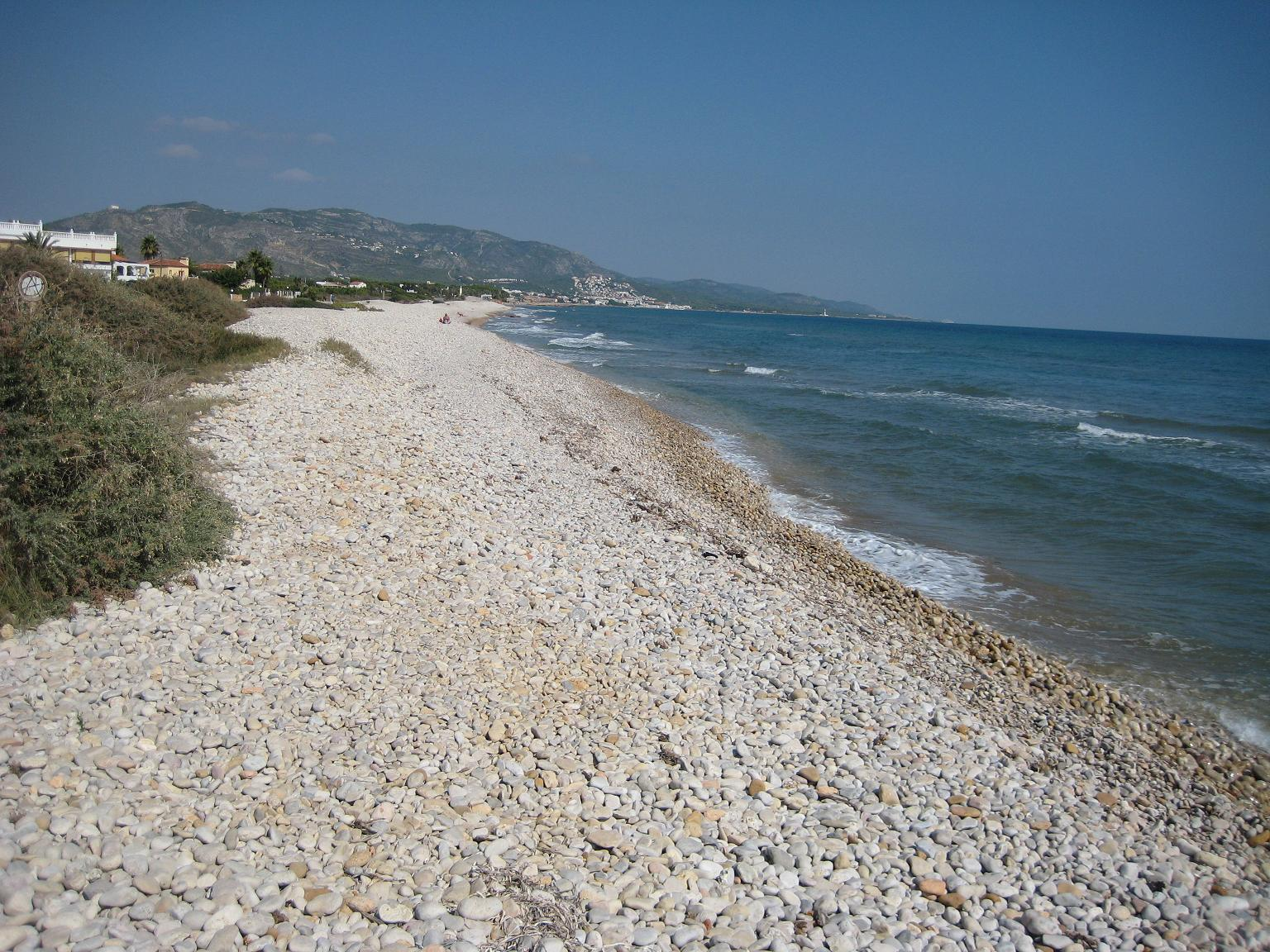
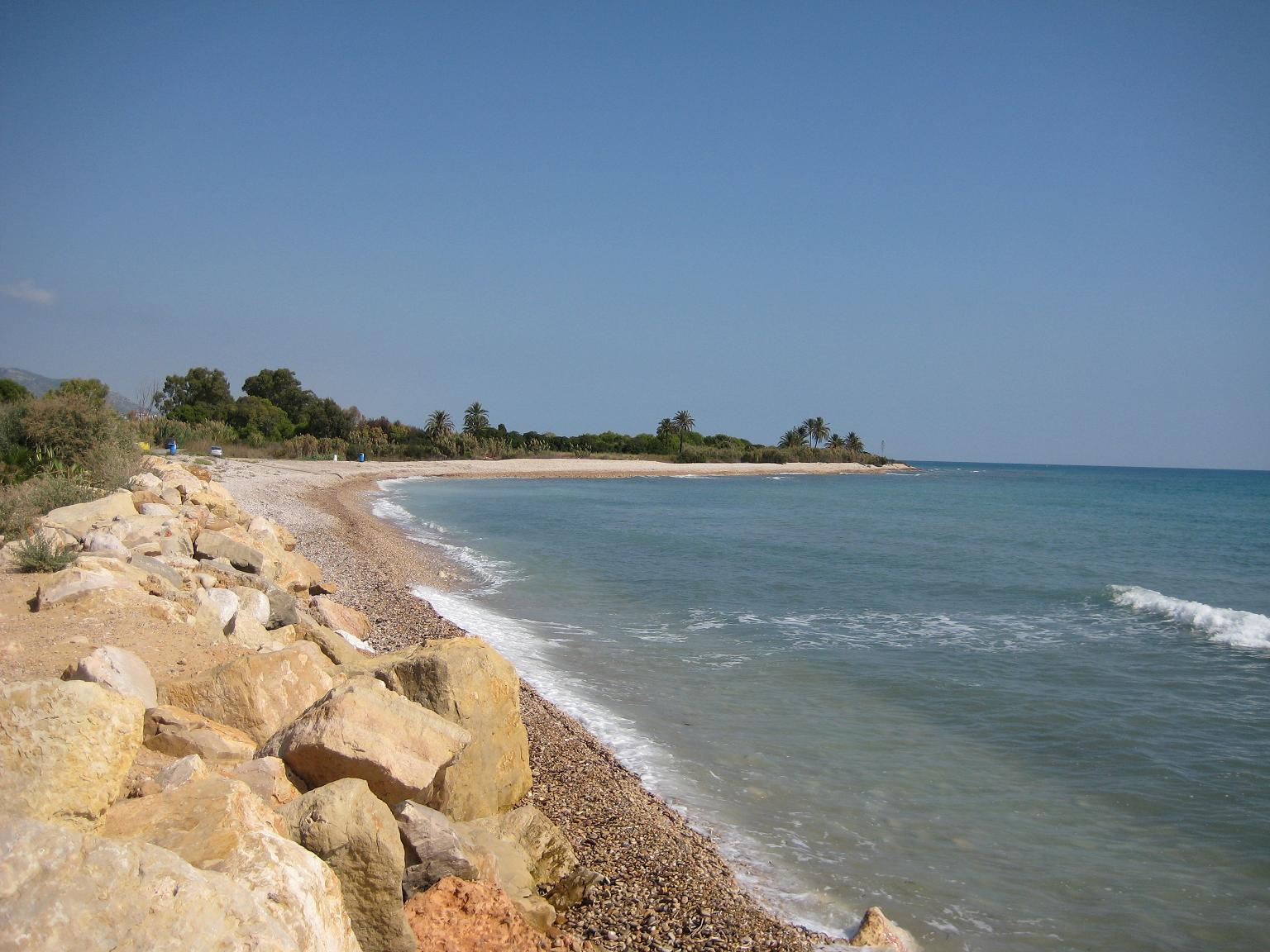

Els terrenys de Capicorb han estat històricament deshabitats, a excepció d'algunes famílies en determinats moments, i fou a principis del segle xx quan algunes famílies que venien de pobles de les comarques de l'interior començaren a instal·lar-se en cases disseminades. Actualment, la població assentada s'ha mantingut i amb la construcció d'habitatges turístics s'ha incrementat la població estacional.
| Població | 137 | 159 | 170 | 180 | 183 | 189 | 201 | 209 |

Els habitants s'han dedicat tradicionalment a l'agricultura i la ramaderia. Avui en dia la construcció i el turisme han diversificat les ocupacions de la població.